# Carmo do Rio Claro
Carmo do Rio Claro é um município brasileiro do estado de Minas Gerais. De acordo com o censo realizado pelo Instituto Brasileiro de Geografia e Estatística em 2022, sua população naquele ano era de 20 954 habitantes.
Localizado na região sudoeste do estado, é banhado pela Represa de Furnas. O município limita-se com Alfenas, Alterosa, Alpinópolis, Boa Esperança, Campo do Meio, Campos Gerais, Conceição da Aparecida, Guapé, Ilicínea, Nova Resende e São José da Barra. Destaca-se pela agropecuária, turismo e artesanato.
Muito conhecida pelo artesanato em tear manual e pela produção de doces caseiros.
Recentemente, houve a descrição de Heptapterus carmelitanorum, em homenagem a carmelitanos.

## Bandeira
Estabelecida pela lei municipal número 605 de 1969. A cor é azul-celeste com uma estrela dourada, representa o azul do céu refletido nas águas da Represa de Furnas e a estrela traz a data da fundação do município: 5 de novembro de 1877.
A frase em latim Fluctuat, nec mergitur significa: Flutua mas não afunda, uma referência à inundação de suas terras pela criação do lago de Furnas em 1964.

## História
Acredita-se que o núcleo inicial teve origem na época das bandeiras com com a presença de José Barbosa de Arruda e Domingos Ferreira de Avelar, remanescentes da bandeira de Lourenço Castanho, célebre por ter dizimado os índios cataguá (Cataguazes) da região das Minas Gerais.
No início do povoado, José Joaquim Santana, auxiliado pelos moradores, construiu em suas terras, depois doadas, uma pequena capela de pau-a-pique no local onde hoje se encontra a Igreja Matriz de Carmo do Rio Claro
A freguesia de Nossa Senhora do Carmo do Monte do Rio Claro foi criada em 1810, em local pertencente ao território da Campanha da Princesa, passando a integrar, em 1814, o município de Jacuí.
A fecundidade de suas terras proporcionou o surgimento de prósperas fazendas agrícolas e pastoris, base da riqueza da cidade, que em 1848 passou a pertencer a Passos.

## Clima
O Clima do município é classificado como subtropical mesotérmico, caracterizado por invernos secos e verões úmidos. A temperatura média no inverno é aproximadamente 16 °C e a média no mês mais quente fica por volta de 27 °C. O período entre Dezembro e Fevereiro é quando mais chove. Os meses mais secos vão de Abril a Setembro.

## Relevo
A vegetação característica do município é de transição para o cerrado.
De sua bacia hidrográfica centenas de nascentes, brotam das serras dando origem aos incontáveis riachos e córregos que banham o município. São muitas as montanhas que compõem o relevo carmelitano. As principais são: Serra do Tabuleiro com 1304 m, Serra da Tormenta com 1287m e pertence a particulares, pois ainda não foi tombada pelo Governo Municipal, estadual ou federal, Pico São Gabriel com 1197 metros.

## Igreja Católica
A cidade pertence à Diocese de Guaxupé e possui duas paróquias, a Paróquia Nossa Senhora do Carmo e a Paróquia Sagrada Família.

## Personalidades
- Ver Lista de carmelitanos notórios